# Embet Ilen
Embet Ilen (khoảng 1801 - 1851) là một phụ nữ cao cấp và lãnh đạo chính trị dưới tời Zemene Mesafint ở Eritrea ngày nay. Mẹ của Woldemichael Solomon, Embet Ilen "chắc chắn là người phụ nữ được giải phóng nhiều nhất ở Marab-Millash (vùng cao Eritrea) trong thế kỷ XIX." 
Embet Ilen đã được kết hôn với Ayte Selomon, con trai cả của Kantiba Zar'ay, người trị vì Hazzega. Sau khi gia nhập văn phòng chính phủ vào giữa những năm 1820, Selemon đã tấn công Tse'azzega. Bị đánh bại nhanh chóng, anh ta chạy trốn về Gura'e. Sau hai nỗ lực không thành công để trả thù cho thất bại của chồng, Ilen đã liên minh với Shum-Agame Subagadis, người đã bổ nhiệm thống đốc Ilen của Hamasen, nhưng sau đó chính ông qua đời vào giữa năm 1831. Ilen giữ văn phòng của mình bằng cách quản lý để liên minh với Wube Haile Maryam.